# Zhang Ji (Derong)
|  | Per altres persones anomenades igual, vegeu Zhang Ji. |

En aquest nom xinès, el cognom és Zhang.
Zhang Ji (mort el 223 EC), nom estilitzat Derong (德容), va ser un general militar de Cao Wei durant el període dels Tres Regnes de la història xinesa. Durant la Batalla del Pas Tong, Zhang va ajudar a defendre Chang'an juntament amb Xiahou Yuan. D'acord amb els registres històrics, Zhang Ji més tard va esdevenir el defensor de la Província Yong i després de la Província Liang també. Zhang va guanyar una mica de mèrits per la seva administració.